# Масковый сорокопутовый личинкоед
Масковый сорокопутовый личинкоед (лат. Coracina novaehollandiae) — певчая птица из семейства личинкоедовых. Выделяют три подвида.

## Описание
Масковый сорокопутовый личинкоед достигает длины 32—35 см и массы от 89 до 148 г. Это стройная птица с чёрным лицом, голубовато-серой нижней стороной, тёмно-серыми концами крыльев и белой вершиной хвоста. Полёт волнообразный, после приземления он быстро встряхивает свои крылья. Призыв — это скрипящее «каарк» или мелодичный свистящий звук.

## Распространение
Птица обитает в Австралии. В зависимости от популяции отличается миграционное поведение: некоторые мигрируют на зимовку до Новой Гвинеи, некоторые остаются поблизости, другие кочуют по Австралии. Эти стаи опускаются там, где недавно прошёл дождь и имеется большое количество насекомых. Кроме влажных джунглей птица населяет большинство засаженных лесом территорий. Она появляется также в населённых районах и часто её можно увидеть на линиях электропередач.

## Поведение
Масковый сорокопутовый личинкоед ищет на земле или в листве крупных насекомых и их личинки. При случае питание дополняется ягодами. Вне гнездового периода птицы объединяются в большие стаи.

## Размножение
В период гнездования с августа по февраль самец и самка строят в развилине ветви маленькое гнездо в форме чаши из веточек и кусочков коры, которые скрепляются паутиной. Кладка состоит чаще из 3 яиц. Обе взрослые птицы выкармливают птенцов, которые становятся самостоятельными через 3 недели.